# Estimfal
Estimfal o Estimfel (grec antic: Στύμφαλος, jònico-àtic Στύμφηλος; en llatí: Stymphālus; gentilici Στυμφάλιος, en llatí Stymphālius o Stymphalicus, en català estimfali) era el nom d'una ciutat, un districte, un riu, un llac, i una muntanya al nord-est d'Arcàdia. Homer l'esmenta al «Catàleg de les naus» com una de les ciutats que van participar en la guerra de Troia en un contingent comandat pel rei Agapènor.

## La contrada
El territori d'Estimfal ocupava una plana d'uns sis quilòmetres de longitud i estava limitat per Acaia al nord, Sició i Fliünt a l'est, Mantinea al sud i Orcomen i Fèneos a l'oest. Estava envoltat de muntanyes per totes les bandes, i al nord per la muntanya de Cil·lene, de la que surt un contrafort anomenat muntanya d'Estimfal (Στυμφάλιος ὄρος «Stymphálios óros»), que baixa fins a la plana.
Al sud de la plana, oposada al Cil·lene, hi ha una muntanya anomenada Apelaure (Ἀπέλαυρον), i als peus hi havia la sortida del llac Estimfal (Στυμφαλὶς λίμνη, «Stymphālís límnē»), cèlebre arran d'un dels dotze treballs d'Hèracles, el dels ocells del llac Estimfal. Aquest llac el formen en part les aigües que baixen de l'Apèlauron i del Cil·lene, i en part les aigües de tres rierols que hi fan cap partint de diferents parts de la plana. De l'oest baixa un petit riuet, que ve de la muntanya de Gerontèon, i de l'est arriba també un altre riuet. Però el més important dels tres corrents d'aigua és el que arriba del costat nord de la plana, per una abundant sortida subterrània. Aquesta sortida els antics l'anomenaven Estimfal, que la consideraven la font principal del llac. Creien que tornava a aparèixer després d'un recorregut subterrani d'uns 200 estadis.
Els habitants d'Estimfal rendien culte a Eràsinos i a Mètope, i creien que Mètope era un altre nom del riu Estimfal. L'emperador Hadrià va conduir, a través d'un aqüeducte del què encara n'hi han restes importants, les aigües de l'Estimfal fins a la ciutat de Corint. En temps de Pausànias (segle ii) es va produir una gran inundació a la zona, que es va atribuir a la ira d'Àrtemis. Estrabó explica que, quan Ifícrates el Vell assetjava Estimfal sense èxit, va voler cegar la sortida subterrània del riu, però un senyal del cel li ho va impedir.

## La ciutat
La ciutat d'Estimfal derivava el seu nom de l'epònim Estimfal, fill d'Èlat i net d'Arcas, però l'antiga ciutat on va viure Temen (fill de Pelasg) ja havia desaparegut completament en temps de Pausànias, i tot el que va poder aclarir va ser que Hera havia estat venerada allí en tres santuaris diferents: com a verge, com a esposa i com a vídua. La ciutat és esmentada per Homer i també per Píndar, que l'anomena la «mare de l'Arcàdia». El seu nom no és gaire habitual entre els autors antics, i la seva importància li venia d'estar situada en una de les rutes que anaven de l'Argòlida a Corint. Va ser ocupada per Apol·lònides, general de Cassandre, i després va ser inclosa a la Lliga Aquea, segons diu Polibi. Va desaparèixer en època indeterminada i el seu territori va ser inclòs a l'Argòlida. L'únic edifici que descriu Pausànias és el temple d'Àrtemis Estimfàlia, que tenia al sostre diverses imatges de les Estimfàlides, i a la part del darrere del temple hi havia diverses estàtues de marbre blanc que figuraven dones joves i tenien les cames i les cuixes en forma de potes d'ocell.
El territori es diu avui vall de Zarakà, per la vila de Zarakà, a poca distància del llac.